# Creu de la Força Aèria (Regne Unit)
La Creu de la Força Aèria (anglès: Air Force Cross) és una condecoració militar atorgada al personal de les Forces Armades del Regne Unit i als oficials dels països de la Commonwealth per valentia en missions no operatives contra l'enemic i pel servei meritori en vol.
Va establir-se el 3 de juny de 1918 pel rei Jordi V del Regne Unit. Originalment només s'atorgava als oficials de la Força Aèria. Des de la II Guerra Mundial també s'atorgà als oficials d'aviació de l'exèrcit i l'armada, i des de 1993 a tots els rangs, doncs es derogà la Medalla de la Força Aèria, i ja només per al servei llarg o meritori.
Els receptors poden emprar el post-nominal "AFC". S'atorga una barra per cada acció addicional, un cop ja es posseeix l'AFC. La barra és platejada amb una àliga al centre i l'any gravat al revers.

Durant la I Guerra Mundial se n'atorgaren aproximadament 680. Durant la II Guerra Mundial, se n'atorgaren 2.001 amb 26 barres. Només s'atorgà una segona barra al Comandant d'Ala H.J. Wilson el 1944. S'ha atorgat en 58 ocasions a tripulacions aèries de països fora de la Commonwealth a títol honorífic.

## Disseny
Una creu platejada, i amb els braços acabats en una bomba. Al damunt hi ha una altra creu, formada per hèlix d'aeroplà, amb el monograma reial gravat al final. Sobre el braç superior hi ha una corona imperial. Al centre hi ha un medalló, a on apareix Hermes, muntat en un falcó en vol. Al revers apareix el monograma reial vigent sobre la data 1918. L'any en què s'atorga la condecoració apareix gravat sobre el braç inferior.
Penja del galó mitjançant una anella subjectada a dues palmes de llorer unides a la barra.
El galó consisteix en franges alternes vermelles i blanques, inclinades cap a l'esquerra a 45° de la vertical (el vermell apareix a la punta inferior esquerra). Fins al 1919, les barres eren horitzontals.
| Galons de la Creu de la Força Aèria | Galons de la Creu de la Força Aèria | Galons de la Creu de la Força Aèria | Galons de la Creu de la Força Aèria |
|                                     | AFC                                 | AFC i Barra                         |                                     |
| ----------------------------------- | ----------------------------------- | ----------------------------------- | ----------------------------------- |
| 1918–1919                           | Creu de la Força Aèria              | Creu de la Força Aèria i Barra      |                                     |
| des de 1919                         | Creu de la Força Aèria              | Creu de la Força Aèria i Barra      |                                     |